# 卡尔特努斯
卡尔特努斯（法語：Kaltenhouse，法語發音：[kaltənuz]）是法国下莱茵省的一个市镇，属于阿格诺-维桑堡区。

## 地理
卡尔特努斯（48°47'27"N, 7°49'55"E）面积3.72 平方千米，位于法国大東部大區下莱茵省，该省份为法国大陆部分最东部的省份，是阿尔萨斯的一部分，今与上莱茵省组成了阿尔萨斯欧洲集体，其南至上莱茵省，西南接孚日省和默尔特-摩泽尔省，西接摩泽尔省，北与德国接壤，东侧沿莱茵河与德国相望。
与卡尔特努斯接壤的市镇（或旧市镇、城区）包括：比什维莱尔、阿格诺、莫代尔河畔奥伯奥芬。
卡尔特努斯的时区为UTC+01:00、UTC+02:00（夏令时）。

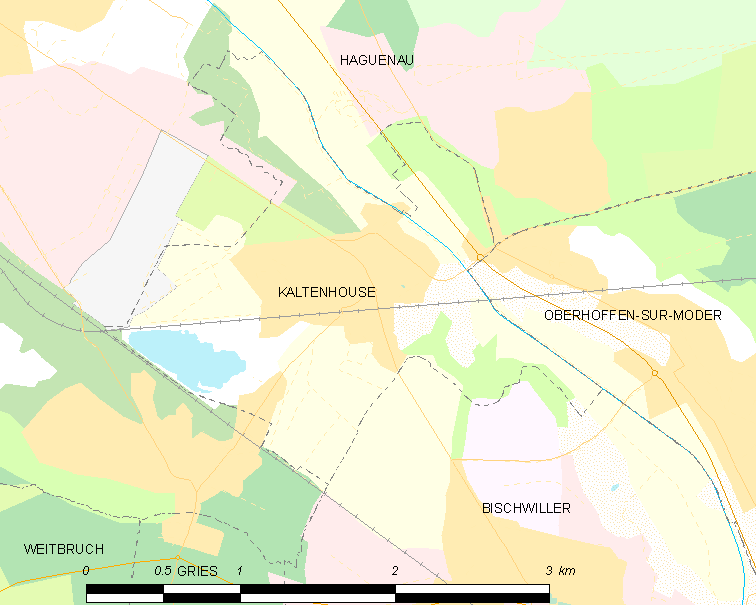
卡尔特努斯的OSM定位图

## 行政
卡尔特努斯的邮政编码为67240，INSEE市镇编码为67230。

## 政治
卡尔特努斯所属的省级选区为比什维莱尔县。

## 人口

1962-2008年间卡尔特努斯人口变化图示

卡尔特努斯于2022年1月1日时的人口数量为2443人。